# Conchalí
Conchalí är en kommun i Chile.   Den ligger i provinsen Provincia de Santiago och regionen Región Metropolitana de Santiago, i den mellersta delen av landet. Conchalí är en förortskommun nordväst om huvudstaden Santiago de Chile.
Runt Conchalí är det i huvudsak tätbebyggt. Runt Conchalí är det mycket tätbefolkat, med 3 757 invånare per kvadratkilometer.